# Роговик скупчений
Роговик скупчений (Cerastium glomeratum Thuill.) — вид квіткових рослин родини гвоздичні (Caryophyllaceae). Етимологія: лат. glomeratum — «кластерний».

## Опис
Однорічна трава з волохатим стеблом до 40 см у висоту і стрижневим коренем. Надземні частини рослини блідо-жовтого або майже зеленого кольору. Волохаті листки довжиною до 2—3 см. Суцвіття містять 3–50 маленьких квіток. Квітка має п'ять волохатих зелених чашолистків, іноді з червоними кінчиками і п'ять білих пелюсток, кілька міліметрів завдовжки і, як правило, коротших, ніж чашолистки. Деякі квіти не мають пелюсток. Плід являє собою капсулу менше сантиметра завдовжки. Період цвітіння триває з березня по вересень. Число хромосом, 2n = 72.

## Поширення
Батьківщина. Північна Африка: Алжир; Лівія; Марокко; Туніс. Кавказ: Вірменія; Азербайджан; Грузія; Росія — Дагестан; Передкавказзя; Європейська частина. Азія: Саудівська Аравія; Ємен; Туркменістан; Афганістан; Кіпр; Єгипет — Синай; Іран; Ірак; Ізраїль; Йорданія; Ліван; Сирія; Туреччина; Бутан; Індія; Непал; Пакистан. Європа: Білорусь; Естонія; Латвія; Литва; Україна; Австрія; Бельгія; Чехія; Німеччина; Угорщина; Нідерланди; Польща; Словаччина; Швейцарія; Данія; Фарерські острови; Ісландія; Ірландія; Норвегія; Швеція; Об'єднане Королівство; Албанія; Боснія і Герцеговина; Болгарія; Хорватія; Греція; Італія; Македонія; Чорногорія; Румунія; Сербія; Словенія; Франція; Португалія [вкл. Мадейра]; Іспанія. Натуралізований у багатьох інших країнах світу. Населяє поля, пустирі, дюни, стіни, заболочені луки навесні. В Альпах піднімається на висоту 1600 м над рівнем моря.

## Галерея

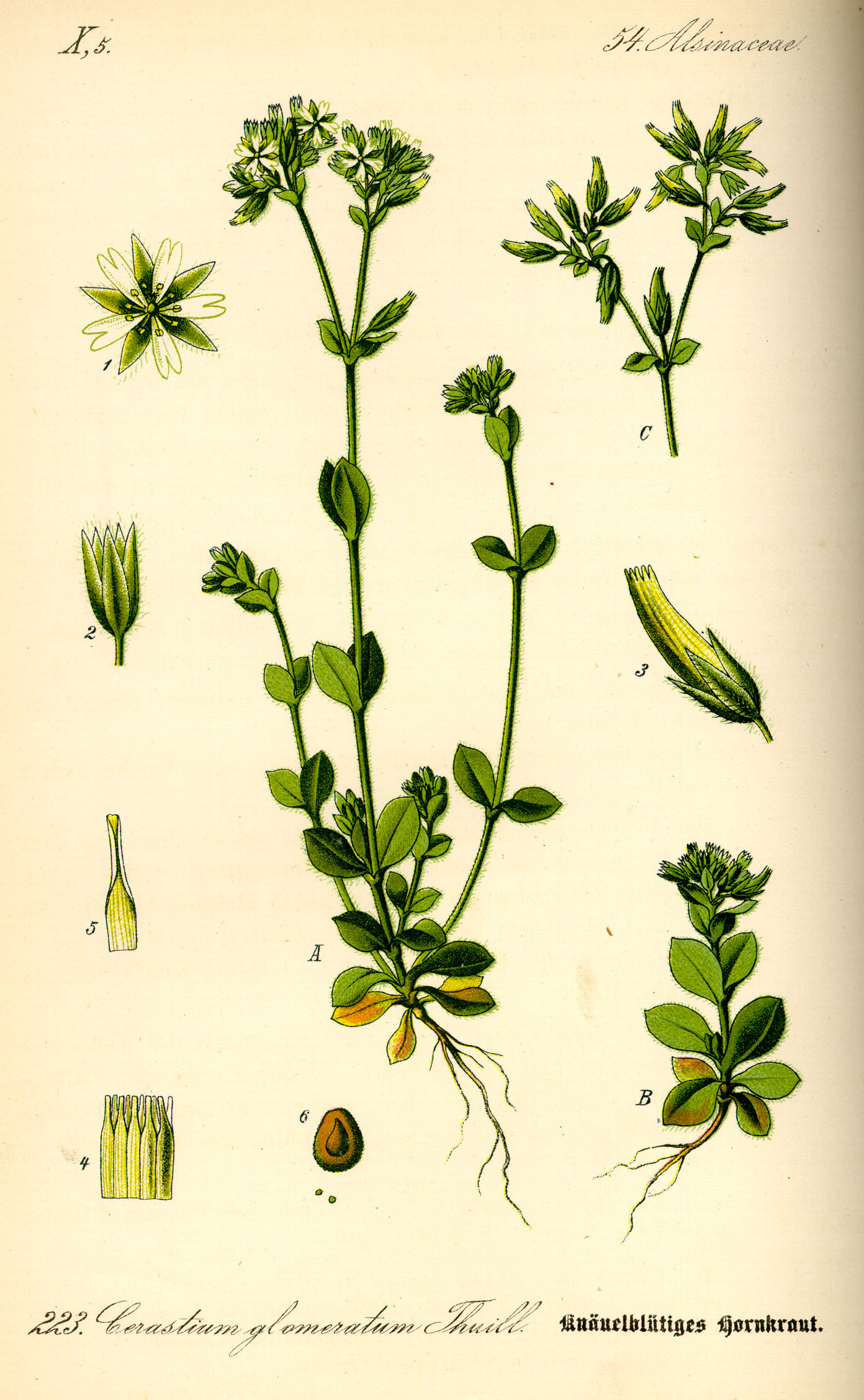
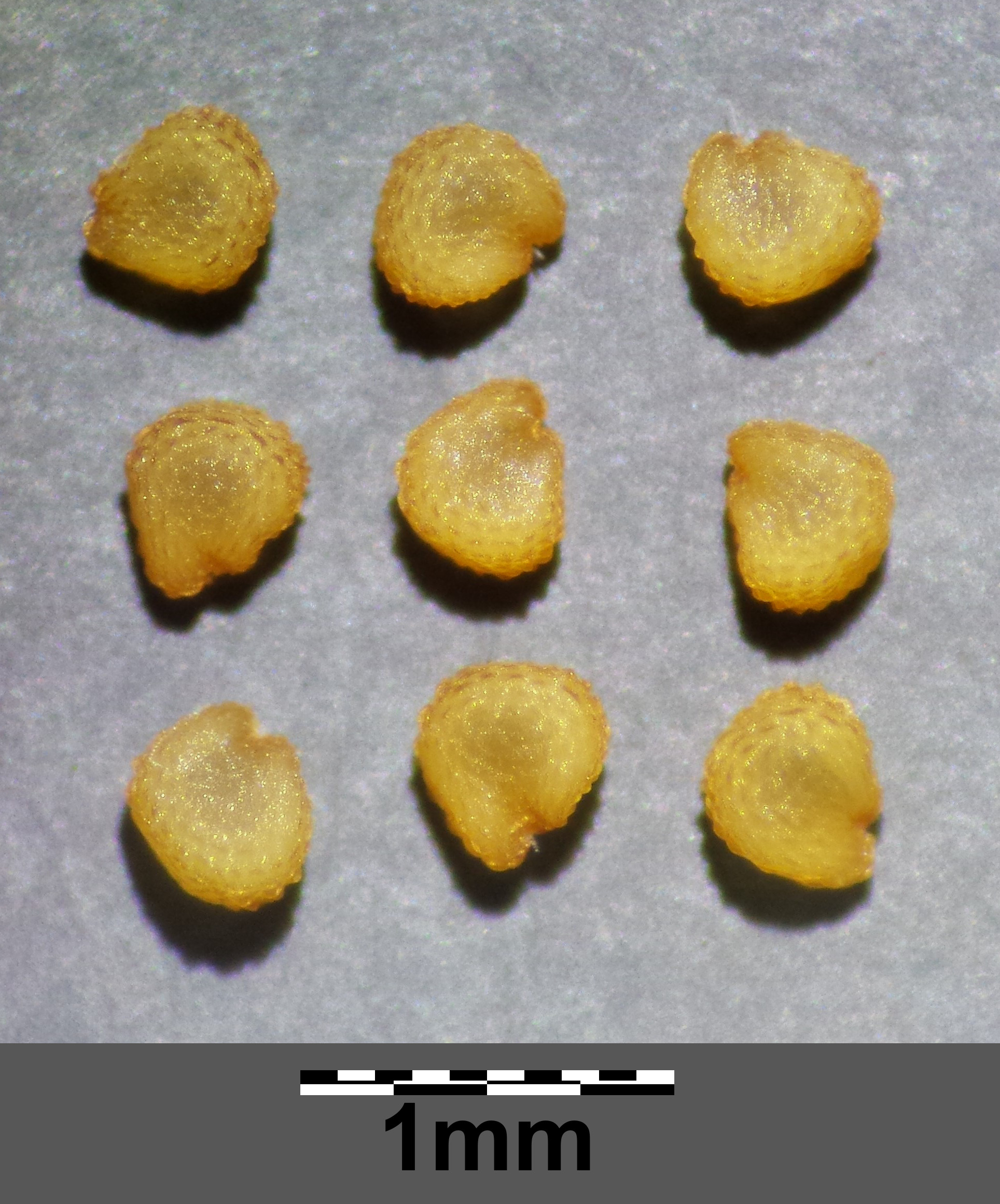